# St. Michael (Trumsdorf)

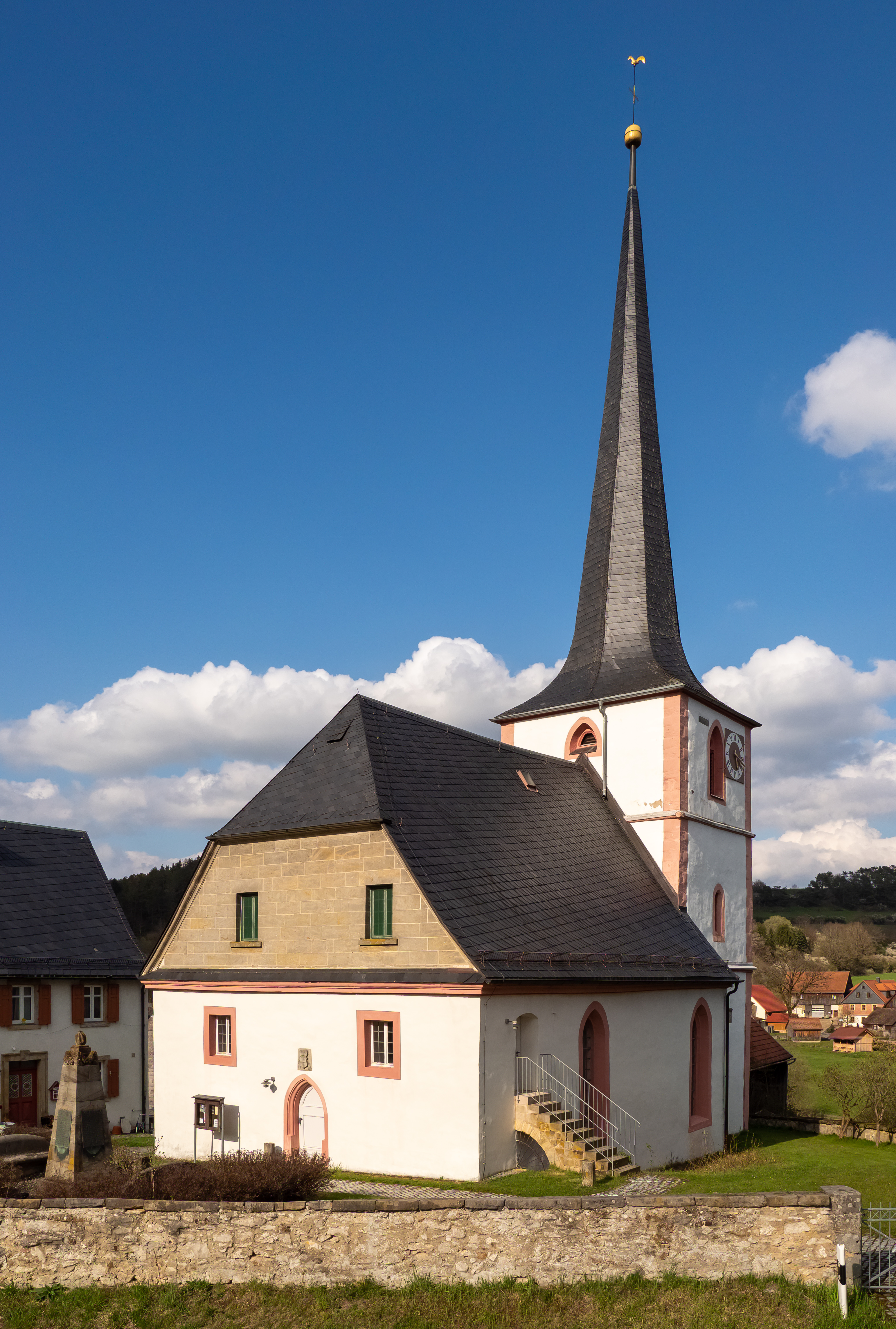
St. Michael (Trumsdorf)

Die denkmalgeschützte, evangelisch-lutherische Pfarrkirche St. Michael steht in Trumsdorf, einem Gemeindeteil des Marktes Thurnau im Landkreis Kulmbach (Oberfranken, Bayern). Die Kirche ist unter der Denkmalnummer D-4-77-157-110 als Baudenkmal in der Bayerischen Denkmalliste eingetragen. Die Kirchengemeinde gehört zum Dekanat Thurnau im Kirchenkreis Bayreuth der Evangelisch-Lutherischen Kirche in Bayern.

## Beschreibung
Das Langhaus der 1708 barock umgestalteten Saalkirche und die beiden unteren Geschosse des Chorturms im Osten stammen aus dem 14./15.  Jahrhundert. Der Chorturm wurde 1708 um ein Geschoss aufgestockt, das die Turmuhr und den Glockenstuhl beherbergt, und mit einem achtseitigen, schiefergedeckten Knickhelm bedeckt. Der Innenraum des Chors, d. h. das Erdgeschoss des Chorturms, ist mit einem Kreuzrippengewölbe überspannt, der des Langhauses mit einem hölzernen Tonnengewölbe, deren Brüstungen der doppelstöckigen Emporen bemalt sind. Die Kirchenausstattung ist bis auf das Relief über die Kreuzabnahme neugotisch. Der Altar befindet sich heute in der Fränkischen Galerie auf der Festung Rosenberg. Auf der rechten Seite des Chors befindet sich die aus Holz gefertigte Kanzel. Eine der Kabinettscheiben vom Ende des 16. Jahrhunderts zeigt die Auferstehung.